# Bernard Desmaretz
Bernard Desmaretz, né à Arras le 19 janvier 1945 et mort dans cette même ville le 21 décembre 2006, est un poète et écrivain français.

## Biographie
Après des études à la faculté des lettres de Lille, Bernard Desmaretz fut professeur de français dans plusieurs établissements du Pas-de-Calais. En 1990, il est fait chevalier dans l'Ordre des Palmes académiques.
En 1995, il a épousé Marie Delboë, portraitiste, artiste du jardin et elle-même poète. Il prend sa retraite en juin 2000.
Il est décédé le 21 décembre 2006 à Arras.
Il a publié onze recueils de poèmes, deux anthologies, une étude critique, quatre romans pour la jeunesse, il a collaboré à une vingtaine de revues de poésie, a participé à de nombreuses lectures-spectacles (Maison de la Poésie de Beuvry, Maison du Parc de la Villa Marguerite Yourcenar, médiathèques, lycées et collèges), a animé plusieurs années de suite, avec son épouse, des pauses poétiques au Jardin de Marie-Ange, à Croisette, à l’occasion des « Journées Rendez-vous au Jardin », a participé à l’ouvrage Balade en Pas-de-Calais – Sur les pas des écrivains, sorti en 2006 aux éditions Alexandrines, fut intronisé Rosati le 10 novembre 1996, fut membre de la revue de poésie Rétro-Viseur. Il en devint le directeur de la publication en 1999 et ce, jusqu’à son décès. Le no 107 de Rétro-Viseur lui consacre 24 pages signées par Jean-Claude Bailleul, Jean-Louis Bernard, Georges Cathalo, Jean Chatard, Alain Lemoigne, Hervé Lesage, Jean-Pierre Nicol, Paul Roland, Michel Santune, Pierre Vaast, Lucien Wasselin, ainsi que par son épouse Marie Desmaretz.
Le 19 juin 2009, à Boulogne, l’Association culturelle Le Cattleya, présidée par son ami Patrice Dufétel, lui a rendu hommage dans une lecture à plusieurs voix.

## Publications
Poésie
- Balbutiements, éd. de la Revue Moderne, 52 pages, 1966 (OCLC 17453048)
- L’Ivre d’amour, Prix des poètes du Nord, éd. Art et Poésie, 24 pages, 1968 (OCLC 31033755)
- Symphonie en sol mineur, 132 pages, Prix des Gohelliades 1984 ; Prix international de Poésie régionaliste 1986, auto-édition 1986, Prix Renaissance française 1987 (OCLC 491679083)
- Paraboles de haute enfance, Prix Pierre Basuyau, Cahiers Froissart, 1988 (OCLC 661117749)
- Requiem pour un vivant, éd. de la Revue Résurrection, 1991
- L’Épreuve et l’Épure, éd. Rétro-Viseur, 111 pages, 1992, Médaille d’or du Rayonnement culturel Renaissance française 1993  (ISBN 9782908012132)
- Le Tablier de lumière, Prix de Poésie du Val de Seine, éd. Éditinter, 46 pages, 2000  (ISBN 9782914227094)
- Parole de rappel, éd. Rétro-Viseur, 44 pages, 2004  (ISBN 9782908012378)
- Noces quotidiennes, avec Marie Desmaretz, éd. Airelles, 22 pages, 2004 (OCLC 469516499)
- Le Jardin de Marie, éd. Éditinter, 135 pages, 2005  (ISBN 9782915228649)
- Colporteur d’enfance, éd. Airelles, 26 pages, 2007 (post-mortem – préface de Pascale Roche) (OCLC 470864998)

Anthologies
- Je voyagerai à fond d’univers, production des ateliers d’écriture en milieu carcéral, animés en collaboration avec Alain Anseeuw et Denise Duong, éd. Hauts-de-France, 1991
- S'il vous plaît, destine-moi un poème, éd. Hauts-de-France, 253 pages, 1991 (OCLC 463403855)

Critique
- Guy Bornand ou la célébration de l’essentiel, en collaboration avec Jean Dauby, Jean Rousselot, Jean-Vincent Verdonnet et Pierre Vaast, éd. Rétro-Viseur, 74 pages, 1991  (ISBN 9782908012095)

Romans pour la jeunesse
En collaboration avec ses élèves du Collège Léo-Lagrange de Lillers
- Les Enfantastiques, éd. Langages, 239 pages, 1986 (OCLC 463914713)
- À Finaud, Fino et demi, éd. Langages, 1988
- Jamais deux sans toit, éd. Langages, 1678 pages, 1990 (OCLC 463552445)
- Les Quatre Loustiquaires, éd. Hauts-de-France, 1992

## Prix et distinctions
Bernard Desmaretz a obtenu La Rose d’Or du Touquet en 1986, le Prix de la ville de Saint-Pol-sur-Ternoise en 1987 et le Prix de la Rose d’Or de Doué-la-Fontaine en 1991.

## Pour approfondir